# Meroscelisus servillei
Meroscelisus servillei är en skalbaggsart som beskrevs av Thomson 1865. Meroscelisus servillei ingår i släktet Meroscelisus och familjen långhorningar.
Artens utbredningsområde är Paraguay. Inga underarter finns listade i Catalogue of Life.